# USA Patriot Act

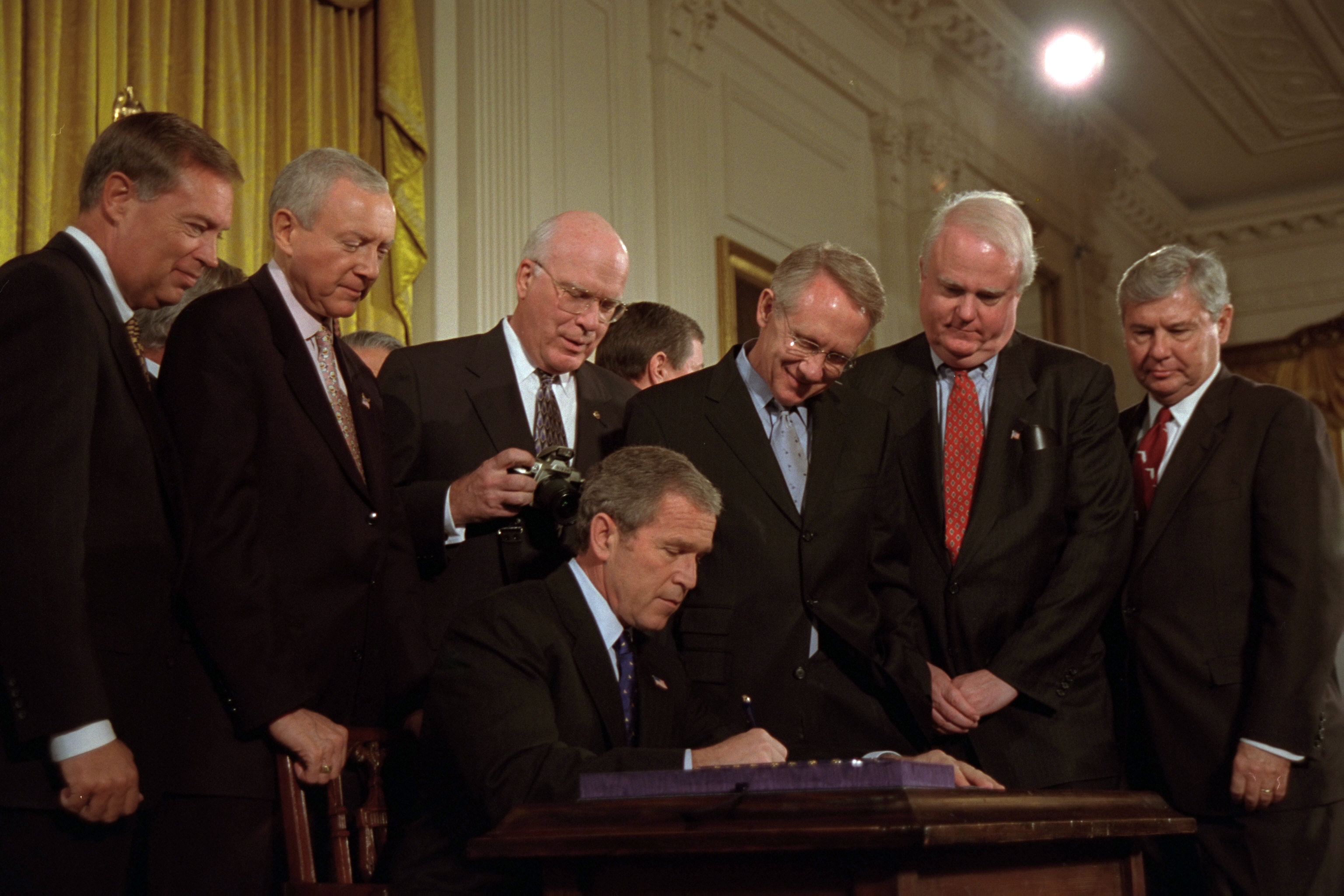
Präsident George W. Bush unterzeichnet den USA Patriot Act im Weißen Haus am 26. Oktober 2001.

Der USA Patriot Act ist ein US-amerikanisches Bundesgesetz, das am 26. Oktober 2001 vom Kongress im Zuge des Krieges gegen den Terrorismus verabschiedet wurde. Es war eine direkte Reaktion auf die Terroranschläge am 11. September 2001 und die wenig später erfolgten Milzbrand-Anschläge. Das Gesetz bringt eine Einschränkung der US-amerikanischen Bürgerrechte in größerem Maße mit sich, aber auch Auswirkungen für USA-Reisende, da die Anforderungen an Pässe erhöht wurden.
Teile des Gesetzes sind am 1. Juni 2015 abgelaufen und wurden tags darauf durch die Bestimmungen des USA Freedom Act ersetzt.

## Zustandekommen des Gesetzes
USA Patriot Act steht als Backronym  für Uniting and Strengthening America by Providing Appropriate Tools Required to Intercept and Obstruct Terrorism Act of 2001, deutsch etwa: „Gesetz zur Einigung und Stärkung Amerikas durch Bereitstellung geeigneter Instrumente, um Terrorismus aufzuhalten und zu verhindern“.
Bei der Verabschiedung stand der Kongress unter großem Druck. John Ashcroft forderte eine Absegnung des USA Patriot Act im Kongress innerhalb von drei Tagen und drohte, dass jede Verschleppungstaktik den Terroristen helfen würde. Der Druck auf den Kongress kam aber nicht nur von außen, sondern auch aus dem Kongress selbst. Die Abgeordnete Lynn Woosley (D-Calif.) schrieb: […] Congress would have blood on its hands if there was another terrorist attack while we deliberated („der Kongress hätte Blut an seinen Händen, wenn es zu einem weiteren terroristischen Anschlag käme, während wir uns beraten“).
Das Gesetz wurde am 24. Oktober 2001 durch das Repräsentantenhaus mit 357 zu 66 Stimmen und am 25. Oktober durch den Senat mit nur einer Gegenstimme (Russ Feingold) angenommen. Am 26. Oktober konnte George W. Bush den USA Patriot Act unterschreiben – Ashcrofts 3-Tage-Frist wurde eingehalten.

## Weitere Entwicklung
Am 13. November 2001 erließ US-Präsident Bush eine sogenannte military order und verschärfte damit den USA Patriot Act: Über Terrorverdächtige, die nicht die US-Staatsbürgerschaft besitzen, kann nun eine unbeschränkte Haft ausgesprochen werden.
Am 26. Januar 2004 erklärte zum ersten Mal ein Bundesrichter Teile des Gesetzes für verfassungswidrig. Das US-Justizministerium behielt sich einen Einspruch vor.
Am 22. Dezember 2005 stimmten US-Senat und Repräsentantenhaus für Teile des Gesetzes, die zum Jahreswechsel hin ausgelaufen wären, einer Verlängerung von nur einem Monat zu, was eine schwere Niederlage für Präsident Bush bedeutete.
Am 2. Februar 2006 wurde im Repräsentantenhaus eine Verlängerung der Frist bis zum 10. März beschlossen. Bis zu diesem Termin wollte das Repräsentantenhaus zusammen mit dem Senat und dem Weißen Haus eine Einigung über das Gesetz finden.
Am 2. März 2006 beschloss der US-Senat mit 89 zu 10 Stimmen eine dauerhafte Verlängerung für 14 der 16 Punkte und eine Vierjahresfrist für zwei Punkte des Gesetzes. Die Gegenstimmen kamen von den Senatoren Jim Jeffords, Robert Byrd, Russ Feingold, Daniel Akaka, Jeff Bingaman, Tom Harkin, Patrick Leahy, Carl Levin, Patty Murray und Ron Wyden, das sind – mit Ausnahme des parteiunabhängigen Jim Jeffords – Vertreter der Demokraten. Senator Daniel Inouye (Demokraten) enthielt sich der Stimme.
Der USA Patriot Act wurde in einigen Punkten verändert. Nachdem ein Bundesrichter einige Punkte für verfassungswidrig befunden hatte, wurde die Praxis der National Security Letter (NSL) dahingehend verändert, dass Unternehmen, die mit diesem Dokument zur Vorlage von Daten gezwungen werden, sich nun juristisch dagegen wehren können. Dies war zuvor nicht möglich, weil Betroffenen unter Androhung von Strafe eine Schweigepflicht bzw. Redeverbot (engl. gag order) auferlegt wurde. Auch sind Personen mit einem NSL nun nicht mehr gezwungen, den Namen ihres Anwaltes preiszugeben. Der Erste, der trotz Redeverbotes erfolgreich dagegen klagte, war ISP-Betreiber und Internet-Aktivist Nicholas Merrill. Mit Hilfe der American Civil Liberties Union (ACLU) und mehrerer Anwälte gelang es ihm nach mehr als sieben Jahren, das Redeverbot teilweise, wenn auch unter strengen Auflagen, aufzuheben. So könnte er u. a. für das Erwähnen von bestimmten Details bis zu zehn Jahre Haft erhalten. Seinem Beispiel folgten eine Bücherei in Wisconsin und der Betreiber der Internet-Plattform archive.org.
Am 7. März 2006 wurde der USA Patriot Act mit 280 zu 138 Stimmen vom Repräsentantenhaus angenommen. Seitens der Republikaner stimmten 214 Abgeordnete dafür und 13 dagegen. Bei den Demokraten stimmten 66 dafür und 124 dagegen. Ein unabhängiger Abgeordneter stimmte gegen das Gesetz.
Am 9. März 2006 setzte Präsident George W. Bush das geänderte Gesetz mit seiner Unterschrift in Kraft.
Am 1. März 2010 verlieh Präsident Barack Obama der vorher von Repräsentantenhaus und Senat mit deutlicher Mehrheit beschlossenen Verlängerung spezieller Bestimmungen des USA Patriot Act durch seine Unterschrift Gesetzeskraft.
Am 26. Mai 2011 wurden vom Kongress die drei Bestimmungen Roving Wiretaps (etwa: „Richterliche General-Erlaubnis des FBI zum Abhören jeglicher Kommunikationsmittel eines Terror-Verdächtigen“), Access to Business Records and Tangible Things (deutsch: „Zugriff auf Geschäftsbücher und Sachvermögen“) sowie Lone Wolf (elektronische Überwachung durch FISA von allein handelnden Terror-Verdächtigen, auch US-Bürgern) für vier Jahre bis zum 1. Juni 2015 verlängert. Obama unterschrieb das diesbezügliche Gesetz kurz vor Mitternacht mithilfe eines Unterschriftenautomaten, während er sich in Frankreich beim G8-Gipfel in Deauville 2011 aufhielt.
Teile des Gesetzes sind am 1. Juni 2015 abgelaufen und wurden tags darauf am 2. Juni 2015 durch die Bestimmungen des USA Freedom Act ersetzt.

## Inhalte des USA Patriot Act

### Allgemeine Bestimmungen
Der USA Patriot Act soll die Ermittlungen der Bundesbehörden im Fall einer terroristischen Bedrohung vereinfachen. Hierzu werden bestimmte, auch die Grundrechte betreffende, Gesetze eingeschränkt und durch folgende Regelungen ergänzt oder ersetzt:
- Das Erfordernis, Richter bei Telefon- oder Internetüberwachung als Kontrollinstanz einzusetzen, wurde weitgehend aufgehoben, dadurch werden die Abhörrechte des FBI deutlich erweitert. Der zuständige Richter muss zwar von einer Überwachung informiert werden, dieser ist jedoch verpflichtet, die entsprechende Abhöraktion zu genehmigen. Telefongesellschaften und Internetprovider müssen ihre Daten offenlegen.
- Hausdurchsuchungen dürfen ohne Wissen der betreffenden Person durchgeführt werden.
- Die Entscheidung, ob eine Vereinigung als terroristisch eingestuft wird, geht an das Justiz- und Außenministerium über.
- Ausländer dürfen wegen der Mitgliedschaft in einer der vom Justiz- und Außenministerium definierten terroristischen Vereinigung abgeschoben werden.
- Das FBI hat das Recht, Einsicht in die finanziellen Daten von Bankkunden zu nehmen, ohne dass Beweise für ein Verbrechen vorliegen.
- Der Auslandsgeheimdienst (CIA), der im Gegensatz zum FBI keiner weitreichenden öffentlichen Kontrolle unterliegt, erhält das Recht, auch im Inland zu ermitteln.

### Auswirkungen auf Reisende in die USA
Die USA verlangen mit dem PNR-Buchungscode (Passenger Name Record) persönliche Informationen über jeden Flugpassagier vor dessen Einreise in die USA, die durch den USA Patriot Act sichergestellt werden.

### Auswirkungen auf den Schutz personenbezogener Daten und geistigen Eigentums
Die Bestimmungen des Patriot Act erlauben US-Behörden wie dem FBI, der NSA oder der CIA nicht nur den Zugriff ohne richterliche Anordnung auf die Server von US-Unternehmen. Auch ausländische Tochterfirmen sind nach dem US-Gesetz verpflichtet, Zugriff auf ihre Server zu gewähren; selbst dann, wenn lokale Gesetze dies untersagen.
In allen Fällen, in denen personenbezogene Daten auf Servern von US-Töchtern gespeichert werden, verstößt dies nach Einschätzung des seinerzeitigen Datenschutzbeauftragten des Landes Schleswig-Holstein, Thilo Weichert, gegen europäische Gesetze. Diese untersagen die Weitergabe personenbezogener Daten, wenn diese den Bereich der EU verlassen. EU-Unternehmen, die solche Daten auf Servern von US-Tochterunternehmen speichern oder durch diese verarbeiten lassen, verstoßen nach Weichert gegen europäische und nationale Gesetze.
Früher wurde davon ausgegangen, dass ein Zugriff nur gezielt und in Einzelfällen erfolgt. Anfang Juni 2013 wurde jedoch bekannt, dass die USA in weitaus größerem Maße als bisher bekannt oder angenommen Daten abgreifen. Nach diesem Bericht werden seit 2007 die Server großer Unternehmen wie Microsoft, Google, Yahoo und vieler Telefonprovider kontinuierlich abgegriffen. Auch eine qualitative Ausweitung hat stattgefunden: Es werden nicht nur E-Mails, sondern auch Telefongespräche, Videokonferenzen etc. kontinuierlich als Quellen abgeschöpft. Die Daten werden bei der NSA in einer speziellen Datenbank gespeichert und bei Bedarf mit Methoden des Data-Mining nach relevanten Datenmustern durchsucht. Auf Anordnung des FISC, eines Gerichts, dessen Sitzungen und Urteile geheim sind, werden seit 2003 alle Bestands- und Verkehrsdaten von internationalen Nutzern durch die Telefongesellschaften und seit 2007 die der US-amerikanischen Internetunternehmen an die NSA übermittelt. In ihrer Datenschutzerklärung (Privacy Declaration) bekräftigen diese Unternehmen jedoch häufig, dass nur dann Daten weitergegeben werden, wenn ein Gerichtsurteil vorliege. Da aber der FISC ein geheimes und zugleich umfassend wirkendes Urteil zum Zugriff durch die NSA erlassen hat, ist davon auszugehen, dass potentiell alle Daten internationaler Nutzer durch US-Provider an die NSA weitergeleitet werden.
Anfang Juli 2013 informierte der Whistleblower Edward Snowden, dass mindestens die nachfolgenden und wesentlichen Onlinedienste von Microsoft wie Outlook.com, Hotmail und Skype für PRISM, die Auswertungssoftware der NSA, zugänglich sind.
Neben dem Schutz personenbezogener Daten wird in der Literatur auch darauf hingewiesen, dass der Patriot Act zur Wirtschaftsspionage missbraucht werden könne, zumal US-Behörden zu robuster Vorgehensweise geneigt seien, wie der Druck auf die Schweizer Großbank UBS gezeigt habe. Speicherung und Data-Mining sind ein ideales Mittel zur gezielten Wirtschaftsspionage. Nach den Enthüllungen von Snowden verstärkte sich auch die Diskussion über mögliche Wirtschaftsspionage. „Der Maschinenbauverband VDMA fürchtet, im Visier der Spione zu sein. Gerade die Fokussierung auf den Süden und Westen von Deutschland, in denen viele unserer ‚Hidden Champions‘ sitzen, lässt die Sorge aufkommen, dass gezielt Wirtschafts- und Industriespionage betrieben wird“, so Glatz im Tagesspiegel. Bereits 1993 und damit noch vor dem Inkrafttreten des Patriot Act hatte Präsident Clinton erklärt, CIA und NSA sollten amerikanischen Firmen bei internationalen Geschäften behilflich sein.
Laut der Fachzeitschrift c’t hat sich die Situation unter der Trump-Administration noch verstärkt. Das Fachblatt rät davon ab, noch Daten in US-Clouds zu speichern.